# Cládeo
El río Cládeo (en griego: Κλάδεος) discurre a través de Olimpia en Élide, en el sur de Grecia, y desemboca en el río Alfeo. Ya en la antigüedad clásica, el río fue desviado cerca de Olimpia para evitar inundaciones en invierno. Sin embargo, el santuario de Olimpia estaba cubierto por una capa de sedimento de 4 m de espesor cuando se excavó en 1875.
Fue personificado por los antiguos griegos en estatuas como en el frontón este del templo de Zeus Olímpico en Olimpia, y en un altar cerca del altar de Artemisa detrás del Hereo.
En la antigüedad, a la altura de la antigua Olimpia, donde afluye al Alfeo, las orillas de los dos ríos estaban cubiertas de olivos. A poca distancia del río, había baños donde se lavaban los atletas, como la terma Cládeo, que se construyó en época romana. En la antigüedad, se desbordó y creó muchos desastres. Las excavaciones han sacado a la luz un muro de contención de las épocas griega y romana.
Kladeos (en griego antiguo: Κλάδεος, en latín: Cladeus) era un dios fluvial de la mitología griega, uno de los hijos de Océano y Tetis.